# Anyphops benoiti
Espèce
Anyphops benoiti est une espèce d'araignées aranéomorphes de la famille des Selenopidae.

## Distribution
Cette espèce est endémique de Madagascar.

## Étymologie
Cette espèce est nommée en l'honneur de Pierre L. G. Benoit.

## Publication originale
- Corronca, 1998 : Sobre la distribución geográfica de Anyphops Benoit (Araneae, Selenopidae): Primer registro y nueva especie para Madagascar. Biogeographica, vol. 74, p. 23-26.